# NK Hajduk Pakrac
NK Hajduk je nogometni klub iz Pakraca. Osvajanjem 1. mjesta u 1. ŽNL Požeško-slavonskoj u sezoni 2008./09., klub se plasirao u 4. HNL – Istok gdje se još uvijek natječe.
Tijekom međuraća djelovao je kao divlji klub.

## Vanjske poveznice
- Tablica 4.HNL - Istok  Arhivirana inačica izvorne stranice od 8. ožujka 2010. (Wayback Machine)